# Sui Generis
Sui Generis foi formado em 1969 a partir da união de duas bandas acústicas juvenis argentinas: "To Walk Spanish" e "The Century" Indignation. A palavra Sui Generis vem do latim "de seu próprio gênero" ou "único em seu gênero".

## Discografia
- Vida (1972)
- Confesiones de invierno (1973)
- Alto en la torre (simple) (1974)
- Pequeñas anécdotas sobre las instituciones (1974)
- Adiós Sui Generis (1975)
- Antología (1991)
- Adiós Sui Generis Parte 3 (1995)
- Sinfonía para adolescentes (2000)
- Si (2001)